# Al Nasl
Al Nasl (von arabisch النصل, DMG an-Naşl ‚die Pfeilspitze‘, amerik. Schreibweise der IAU: Alnasl)  Bayer-Bezeichnung Gamma2 Sagittarii (kurz γ2 Sgr) ist ein etwa 100 Lichtjahre von unserem Sonnensystem entfernter Riese im  Sternbild Schütze mit der Spektralklasse K und einer scheinbaren visuellen Helligkeit von 3,0 mag. Sein Nachbarstern γ1 Sgr ist ein 4,7 mag heller Stern der Spektralklasse G0Ib/II C  und nicht gravitativ an Al Nasl gebunden, da er ca. 850 Lj. weit entfernt ist.
Andere Schreibweisen sind Nash, Nasl, Alwazl, Nushaba oder Zuji al Nushshabah.